# 埃文斯維爾 (阿肯色州)
埃文斯維爾（英語：Evansville）是位於美國阿肯色州華盛頓縣的一個非建制地區。該地的面積和人口皆未知。

## 地理
埃文斯維爾的座標為35°47′43″N 94°29′49″W / 35.79528°N 94.49694°W，而該地的平均海拔高度為342米（即1122英尺）。